# 偽装請負
偽装請負（ぎそううけおい）とは、日本において、契約が業務請負、業務委託、委任契約もしくは個人事業主であるのに実態が労働者供給あるいは供給された労働者の使役、または労働者派遣として適正に管理すべきである状況のことである。

## 定義
これらすべてが民法上の取り扱いでは請負であり、契約形態を偽装・隠蔽することからこの名がついた。業務委託によるものは偽装委託（）と表現する場合がある。
違法行為である（詳細は後述）。しかしながら、1986年の労働者派遣法の制定やそれ以前にも請負に対する問題は内在しており、2004年の法改正による製造業派遣規制の解禁がきっかけとなり、労働者派遣に対する認識が高まった事や、2006年の公益通報者保護法の制定による通報者の増加により社会問題に発展したという意見が出されている。事実、2006年7月末以降断続的に朝日新聞などが実態を報じた（ニュース特集「偽装請負」）ことなどによって問題が顕在化した結果、労使双方が対策に乗り出すこととなり、派遣業界などでは、俗に、日付を取って、7・31ショックと呼ばれている。
類似語として偽装派遣（）という用語があるが、これはほとんどの場合「請負偽装派遣」の省略であり、同一の行為を指す。「偽装された派遣」という表現をあらわすために使われる傾向があるが、本来の契約実態である「請負の偽装」と言う意味合いを含まないため、適切とは言えない。しかしながら同様に、「偽装請負」もその行為の実態が派遣であることを含んでおらず、また文法上も「請負の偽装」であれば「請負偽装」と表記すべきところであるが、語順が逆転し不自然な接続となっており、適切とは言えない。このような用語の混乱は、物書きのプロでさえ混同することがあるほど  で、偽装請負と偽装派遣が混在して理解されているのが現状と言える。「請負などの非雇用契約を偽装した違法派遣」または「請負偽装派遣」などとするのが、実態をより反映した表現になる。
なお、この問題については、2003年ごろから経済誌などによる特集報道がいくつかなされていた。しかし、世間一般が広く認知するに至ったのは、先述の朝日新聞による報道が大きく寄与している。この報道までは社会的認知度が低かった主たる要因として、ラディアホールディングス・プレミア（旧クリスタル→グッドウィル・プレミア）が些細なことでも非難記事を書かれる度に法外な損害賠償訴訟提起を連発したこと（いわゆるSLAPP）、さらにはマスコミのスポンサーとなっているなどの事情ゆえに報道しにくくする状況があるため、報道した機関または他機関に関連報道を躊躇させる状況を作ってきた事などがあげられる。
大手製造業の行為を指すことが多いが、情報処理業界やコンサルティング業界でも、請負契約でありながら、発注者の事務所などにプログラマー・システム技術者・コンサルタントが常勤（客先常駐）し、事実上発注者の指揮・命令下に置かれるケースがある。これも「偽装請負の一類型」だと指摘されている。
こうした偽装請負が後を絶たない根本的な理由のひとつとして、日本経済を支える企業にとっては「総人件費を削減することが最も効果的な経営改善策である」という意識が根底にあるとされている。

## 概要
業務請負および業務委託や個人事業主の場合、本来はメーカーなどの顧客から仕事の発注のみが行われ、請負側は作業責任者を置き配下に人員がいる場合は、作業指示を行うのは請負側である。偽装請負となるのは請負側が人の派遣のみを行って責任者がいないか実質的に機能しておらず、顧客側の社員が作業指示を行っている状態を指す。
請負労働者の場合、労働基準法が適用されないため、派遣労働者と比べて顧客が作業員の身分に注意する必要はなく、生産効率の低い作業者は容易に交代させられるため、顧客は派遣契約をしたがらない傾向が強い。
偽装請負が生まれた主な理由は、旧法において、26種のポジティブリストに含まれていない製造業への派遣が行えず止む無く請負または業務委託という形をとっていたこと。そして、専門分野26種については3年、その他一般業務については1年という期間に対する法的制限の回避が行われていたこと。そして派遣先という立場よりも請負注文者という地位を求めていたという事情にある。
社会保険・有給休暇・福利厚生といった負担を強いられる正規の人材派遣会社が、これらを負担しない請負企業とは営業面において公正な競争が出来ているとは言えず、派遣社員が被る手数料率の増大への近因となっている。請負企業が所得税や社会保険料の源泉徴収を行わない（違法行為）ことで表面的な手取り額が大きく、一部の求職者を魅了するといった側面もあり、こうした一部の求職者の特性に目をつけた偽装請負専門の違法業者の参入が後を絶たない。また、そうした違法業者を利用することで源泉徴収を免れた労働者が脱税行為に及ぶといった、二次的な問題も存在する。
桐野夏生作『メタボラ』（朝日新聞の連載小説）では、偽装請負の派遣会社に登録、派遣先工場で作業を始めた登場人物の様子が描かれる。
日本経団連会長の御手洗冨士夫は本件に関連し、「請負労働者に技術指導できないのが制約になっている」・および「偽装請負のおかげで産業の空洞化が抑止できている」旨の主張を経済財政諮問会議の席上などで行なっている。これらの発言に対しては、「偽装請負の合法化を企図している」として、また毎日新聞における特集記事においても、「経営者の立場と諮問機関メンバーの立場を混同する著しいモラル低下」である、と非難されている。一方、濱口桂一郎は、「戦前の工場法は、『雇傭関係カ直接工業主ト職工トノ間ニ存スルト或ハ職工供給請負者、事業請負者等ノ介在スル場合トヲ問ハス、一切其ノ工業主ノ使用スル職工トシテ取扱フモノトス（大正5年商局第1274号）』と、（労働者派遣事業の前身たる労務供給請負であってもそれ以外の事業請負であっても）明確に工業主に使用者責任を負わせていた」「派遣でない請負であれば使用者責任がないなどというのは、戦後労働者供給事業を全面禁止したために生じた事態である」としたうえで、「（請負は）本来労働法規制によって規制されるべき」「御手洗会長は『請負法制』に無理があるというが、むしろ請負法制が存在しないことが『無理』なのである」「むしろ戦前のように請負であっても受入れ事業者に使用者責任を負わせることによってのみ解決することができるはず」と述べている。
主に就業者への営業機能を提供する派遣事業モデルは、資本主義の根底概念に反する部分を有しており、違法性が高いと考える声もある。

### 建設業における偽装請負
建設業における偽装請負は、製造業における偽装請負とは異なり、「一人親方が発注者と請負契約を締結するが、実態として発注者が一人親方に対して指揮命令を行う」という類型である場合が多い。
柴田徹平によれば、常用契約と呼ばれる契約形態においては、調査対象の一人親方517名のうち70%以上が「仕事の内容・方法について具体的指示を受ける」と回答した。手間請け契約と呼ばれる契約形態においては、調査対象の一人親方540名のうち約30%が、独立自営型一人親方においては、調査対象の一人親方298名のうち約20%が「仕事の内容・方法について具体的指示を受ける」と回答した。
建設業においては、請負企業を介さずに労務提供者が直接発注者と請負契約を締結するケースが多い。偽装請負を行う労務提供者は多数の零細事業者であるため、当局の監視が及びにくい。

## 日本の法律上の取扱い

### 契約類型の解釈
一般に使用者が雇用契約を締結する場合には、雇用契約に基づいて労務を提供する者は労働者として、労働法による保護を受けることになる。ところが、民法におけるいわゆる典型契約としては、類似するものとして請負という契約類型が用意されており、請負人にはいわゆる労働法の適用がないのが原則である。
請負契約の特質は、請負人は仕事の完成を請け負うものであって、発注者は仕事の完成に関して対価を支払うものとされている点にある。この点が、労務に服することを約して労務に対して対価を支払う雇用関係との顕著な違いであり、裏返せば、雇用と請負を区別する判断基準となる。労働関係を規律する労働法に比して、請負関係における請負人を「保護」する法制は緩やかなものであることから、実質的に雇用関係にある場合であっても「請負」との形式を「偽装」することで、労働法令の規制の潜脱を企図する、というのが偽装請負の出発点である。
なお、法令の適用上、特定の契約が雇用契約なのか請負契約なのか、などの契約類型に関する判断は、当事者が用いた用語や名称に拘束されることなく、実質的な内容の判断によりなされる、というのが一般的な解釈である。

### 職業安定法と労働者派遣法との関係
上記の理は、間接的な雇用関係というべき労働者派遣の場面においても当てはまる。したがって、どういう内容の契約を締結した場合に、形式的には請負契約を謳っていたとしても、雇用契約ないしは労働者派遣契約としての規律に服せしめるかの基準が問われることとなる。
職業安定法施行規則第4条によれば、労働者を提供しこれを他人の指揮命令を受けて労働に従事させる者（労働者派遣法に基づく者は除く）は、たとえその契約の形式が請負契約であっても
1. 作業の完成について事業主としての財政上及び法律上のすべての責任を負う
2. 作業に従事する労働者を、指揮監督する
3. 作業に従事する労働者に対し、使用者として法律に規定されたすべての義務を負う
4. 自ら提供する機械、設備、器材（業務上必要なる簡易な工具を除く。）若しくはその作業に必要な材料、資材を使用し又は企画若しくは専門的な技術若しくは専門的な経験を必要とする作業を行うものであって、単に肉体的な労働力を提供するものでない

を全て充足しないものは労働者供給事業を行う者、すなわち派遣を行っている者とみなされる。
また、同条2項によれば、
前項の各号のすべてに該当する場合であっても、それが法第44条（労働者供給事業の禁止）の規定に違反することを免れるため故意に偽装されたものであって、その事業の真の目的が労働力の供給にあるときは、法第4条第6項の規定による労働者供給の事業を行う者であることを免れることができない。
とあるので、請負契約なのに人手を集めて送り込むだけの行為であれば職業安定法違反（許可されていない労働者供給行為）及び労働者派遣法違反（特定派遣事業者については無届け営業、登録型または紹介予定派遣事業者は無許可営業）―つまり違法な人貸しとなる。

### 労働災害の責任負担
偽装請負の状態でひとたび労働災害が発生すれば、労働者を送り込んだものだけではなく、労働者を受け入れた者も責任を負わされる。責任の負担に当たっては、形式的な契約形式にとらわれず、労働者を受け入れた者は、実態に応じて、当該労働者の雇用者または派遣労働者を受け入れた者などとしての責任を負う。
「派遣と判断された場合は派遣元の責任ではないか」と誤解される可能性もあるが、そもそも派遣であれば派遣元派遣先双方が労働安全衛生法上の責任義務がある。よって法的責任の回避の意図ありととられて、コンプライアンス上の責任も問われる。

## 税法上のリスク
2004年から導入された外形標準課税制度（資本金1億円以上の法人が対象）において、正当な請負であれば請負契約金額は課税標準に組み入れなくとも良い（＝課税対象外にできる）が、偽装請負と判定された場合は請負契約金額全額が報酬給与額と認定されることで課税標準に組み込まれ、結果として税金が重くなる。
なお正規の派遣において、派遣料金における課税標準は75%である。

## 契約上のリスク
請負契約・業務委託契約は労働契約・雇用契約ではないため、労働基準法や労働安全衛生法が適用されない。労働基準法や労働安全衛生法は、契約の名称などの名目ではなく、実態をみて「派遣」か否かが決まり法適用の有無が判断されるが、偽装が巧妙化されていたり、労働者が知らぬ間に請負・委託契約という名目で労働させられていた場合、偽装請負であるという立証し、労働基準法等の違反を問うのが難しくなるといえる。

## 偽装請負の事例

### パナソニックグループ
松下電器産業の子会社「松下プラズマディスプレイ」（大阪府茨木市、以降本節上ではMPDP社ないし松下と表記）が、茨木工場で勤務する社員を請負業者側に出向させ、請負労働者に直接業務の指揮をしているのは、労働者派遣法に抵触する恐れがあるとして、大阪労働局が実態調査に乗り出している。
偽装請負に反対したある偽装請負被雇用者はMPDP社に対し正規の雇用形態への変更を求めるとともに内部告発した。それに対し松下側は、当該者の雇用を契約社員に切り替えたがその業務内容は今までに例のないもので、窓のない狭い場所に単独で閉じ込め廃棄する部材をわざわざ修理させ、さらに契約期間満了として雇用を打ち切った。それに対し松下は、当該従業員の希望を尊重したと主張している。この被雇用者はMPDP社に対して裁判を提起した。2008年4月の二審の大阪高裁判決では、直接雇用契約の存在を認め、原告側の訴えを認める判決が出された。2009年12月18日の最高裁判決では、二審判決を破棄し、原告側逆転敗訴の判決が言い渡された。最高裁判決は偽装請負であったとしてもMPDP社は給与や採用に係わっておらず、原告との間で雇用契約の成立があったとは認められないとした。一方、雇い止めは原告の告発に対する報復であったとし、賠償命令で慰謝料90万円をMPDP社が支払うこととされた。

### キヤノン
朝日新聞が2006年7月31日付、2006年10月18日付などで複数回にわたって報道。
キヤノンの宇都宮工場や、子会社の大分キヤノンなどで偽装請負が発覚し、2005年に労働局から文書指導を受けた。キヤノングループでは、請負労働者が約15,000人居るとされ、2006年8月1日に偽装請負の完全解消を目指して「外部要員管理適正化委員会」を社内に設置し、派遣・請負労働者のうち数百人を正社員に採用すると報じられた。
しかし、2007年2月18日、キヤノンは新卒採用を優先し、派遣・請負の正社員化は後回しにする方針である事が朝日新聞により報道された。この報道に対し、キヤノン側は2006年中に430名の派遣・請負労働者を直接雇用する契約を採用し、決して直接雇用に消極的なわけではない、と反論している。但し、「正社員化」についてはこの反論においても触れられていない。結果的には、派遣・請負社員の正社員化は最長2年11ヶ月の期間社員の契約であることが判明した。契約時には契約期間撤廃を示唆していたが、2010年12月の契約期間終了をもって、契約を更新することなく雇い止めを完了した。2011年1月からは、雇い止めした欠員分を、子会社の大卒正社員を工場労働者に職種転換させて無期限で出向させ、段階的に高卒給にまで降格させることで対応している。

#### キヤノン宇都宮工場とフジスタッフグループ
キヤノン宇都宮工場にてフジスタッフホールディングス傘下の労働者派遣・業務請負会社アイラインは偽装請負を行なっている。雇用主はアイラインであるにもかかわらず労働者はキヤノンの正社員より教育を受けていた。
当初は請負契約であったものが、2005年5月に労働者派遣契約に変更し、2006年5月に請負契約に変更するといった、雇用形態の変更が複数回行なわれた。
2006年秋には本偽装請負に対して労働局が指導を行なった。
2007年2月にはキヤノンユニオン宇都宮支部長が衆議院予算委員会の公聴会に招かれ、本偽装請負について意見を述べている。（日経ビジネス2007年4月2日号「『抜け殻』正社員：派遣・請負依存経営のツケ」、2006年7月31日朝日新聞「「偽装請負」労働が製造業で横行」、2007年2月21日朝日新聞「偽装請負への思い、国会で訴えへ キヤノン工場の男性」、2007年2月22日朝日新聞「キヤノン請負労働者「生身の人間。正社員と同じ賃金を」）
2007年8月29日、毎日新聞の報道によると、キヤノンはアイラインの従業員82名を直接雇用すると発表した 。ただし、正社員としてではなく、最長2年11ヶ月の「契約社員」としての直接雇用であるという。また同記事の最後に「請負労働者の直接雇用は初めてという」というくだりがある事から、上項の「派遣・請負の正社員化」については一向に進んでいないことも明らかになった。2011年1月時点で、「派遣・請負の正社員化」とは、「派遣・請負労働者の雇い止めと、子会社の大卒正社員の工場への無期限出向と工場労働者への職種転換」であることも明らかになった。

### TOTO
TOTOの滋賀工場（滋賀県湖南市）に1993年から勤務していた人材派遣会社の男性社員が、2007年5月に、作業中に機械と支柱に挟まれ死亡した。これを巡り、東近江労働基準監督署が、同年9月に偽装請負を認定し、労働安全衛生法違反で同社を書類送検した。また、男性の遺族が、「偽装請負状態で働かされ、会社が安全管理義務を怠った」として、2008年9月に、同社を相手取り1億円の損害賠償を求めて大津地裁に訴えを起こした。2010年6月22日に同地裁は、「TOTOが指揮命令を行っており、偽装請負状態だった」と認定し、TOTOに対し約6,140万円の支払いを命じる判決を言い渡した。

### クボタ
クボタの『恩加島事業センター』（大阪市）で勤務する日系ブラジル人や中国人ら約10人が、同社での偽装請負の発覚後、期限付きの契約社員となったが、その後期限切れで契約を打ち切られることになった。このため、この10人の外国人従業員は、2009年4月以降の同社の従業員としての地位確認を求める集団訴訟を、2008年9月30日に大阪地裁に起こした。同社は、関東所在の工場で偽装請負を指摘され、これを契機に雇用形態を見直し、請負会社の従業員だった労働者らを、2007年4月から2年間の期限付きで直接雇用している。

### 太平電業など
太平電業の福井県大飯事業所長らが、関西電力大飯原発に、請負契約を装う形で、請負会社の社員を改修工事に派遣していたことが明らかとなり、請負会社の役員らとともに、職業安定法44条違反の容疑で逮捕された。請負会社の役員の一人が、指定暴力団・工藤会系組長の妻であることも判明しており、これら一連の派遣事業が、工藤会への資金源となっていた可能性が指摘されている。

### 国立病院機構大阪医療センター
大阪医療センターは、救急車の運転業務に当たり、日本道路興運と請負契約を結んでいたが、日本道路興運所属の運転手に対し、実際は同社を通じて指示を出す必要があるにもかかわらず、直接指揮命令を出していたことが、2012年に判明し、大阪労働局は、偽装請負であるとして、同センターに改善を求めた。

### 東京電力
東京電力福島第一原子力発電所事故の汚染水対策において2014年に、多数の外国人労働者が、東電によって偽装請負が疑われる形で任務に就いていた可能性が指摘された。人手不足が背景にあると考えられている。

### 大阪医療刑務所
大阪医療刑務所では、収容者などが乗車するバスの運転業務を民間会社から委託しているが、委託先の社員である運転手に対し、直接指示を下す内容の偽装請負が行われていたことが明らかになった。当該の運転手の男性は、職員としての直接採用に切り替えるよう、大阪地方裁判所に訴訟を起こすことにしている。

### 竹中工務店
2019年12月26日付毎日新聞及び、読売テレビ局各社による報道。
竹中工務店の建築工事の現場で施工図を作成していた男性設計者が、2019年12月26日に大阪地方裁判所に、同社から偽装請負の状態で働かされ、監督署に申告して解雇されたのは不当たとして、同社とその子会社のTAKシステムズ、日本キャリアサーチの3社に220万円の損害賠償などを求め、提訴した。原告は従事していた当時二級建築士や1級建築施工管理技士、CAD利用技術者一級などの資格を持ち、施工図の作成や人材派遣などを手掛ける日本キャリアサーチの社員であった。訴状では原告は大阪府高槻市内の竹中工務店の現場事務所で2019年8月から施工図の作成業務を担当していた。竹中工務店はTAKシステムズにこの業務を委託し、さらに同社が日本キャリアサーチへ再委託していた状況で、これは請負や業務委託であって派遣契約と異なり、発注元と委託先の労働者の間に指揮命令関係が生じない。しかし竹中工務店の社員は男性に図面の修正箇所などの業務内容を詳しく指示して仕事を進めており、TAKシステムズや日本キャリアサーチの社員は現場常駐はしていなかったという。このため自身の就労状態に疑問を感じ大阪労働局に申告。大阪労働局は2019年8月、竹中工務店の現場事務所を調査。調査と前後して竹中工務店の社員は男性に「偽装請負はどこでもやっていることだから気にしないように」と話したとしている。調査後には日本キャリアサーチ側は男性に竹中工務店との直接の派遣契約に切り替えるよう提案したが原告は変更を拒否し、設計者を日本キャリアサーチは同年10月末に解雇。その後、大阪労働局は同年11月下旬、同状況下は職業安定法44条で禁止している労働者供給に当たるとして竹中工務店とTAKシステムズを是正指導している。
業務委託した会社の社員に直接業務を指示する「偽装請負」を行っていたとして、大阪府警が職業安定法違反容疑で、大手ゼネコン竹中工務店（大阪市）や同社子会社の社員計4人と、法人としての両社を書類送検していたことが2021年02月25日、捜査関係者への取材で分かった。送検は2020年11月。

### 東リ
2021年11月4日付毎日新聞による報道。
東リの工場で請負の形で勤務していた男性5人（その後解雇）が、勤務実態が偽装請負だったとして、神戸地方裁判所に訴訟を提起。神戸地裁は訴えを退けたが、二審の大阪高等裁判所は2021年11月4日に、同社が請負会社の責任者を通して具体的な作業手順を指示していたと認定した上で、「請負としての実態が無く、脱法行為であることは明らかである」として偽装請負を認め、労働者派遣法に基づき、東リは直接雇用契約の申し込みをしたと見做し、解雇後の賃金約27万円の支払いを命じる逆転判決を言い渡した。

## 厚生労働省の見解

### バイク便・自転車便の運転者について
2007年9月27日、厚生労働省は個人事業主として存在するメッセンジャー（バイク便・自転車便運転者）に対して、正式に「労働者」と認定を下した。
判定基準は以下の通り。
- 集合時間や集合場所などの拘束を受け、仕事の依頼を拒否できない
- 業務のやり方に指揮監督が行われている
- 勤務日、勤務時間が指定され、出勤簿で管理されている（拘束性がある）

これを「労働者性がある」とし、各都道府県労働局に対しても同様の判定基準を通告した。

### 建設工事におけるオペレーター付きリース契約のオペレーターについて
国土交通省や公共の建設工事発注者の一部は、「リース会社から派遣されるオペレーターを建設業務に就かせることは、労働者派遣法に違反するおそれがある」としている。しかしながら、厚生労働省は、建設現場のオペレーター付きリース契約におけるオペレーターと借り主との関係について、「労働安全衛生法第33条に基づく関係にとどまる」「特定元方事業者と関係請負人の関係には該当せず、借り主は労働者としての当該オペレーターに対する事業者責任を負わない」「労働基準法第87条や労働保険徴収法第8条に定めるところの請負には該当しない」「一般に労働者派遣法との関係で問題が発生するものではない」という認識をとっている。社会保険労務士の菊一功は、建設工事におけるオペレーター付きリース契約のオペレーターについて、「賃借した企業の指揮命令の存在をもって労働者派遣法を適用し、派遣先としての事業者責任を問うことは、罪刑法定主義に反すると考える」と記述している。

## 被害者の対応策
実態が派遣であるにもかかわらず業務請負、業務委託、共同受注契約、準委任契約（個人事業主）という名目で契約をしてしまった場合は、処遇に応じて検察、警察、国税庁、税務署に速やかに刑事告訴することが肝要である。

### 都道府県労働局、労働団体に通報
都道府県労働局による斡旋は強制力がなく、労働団体による団体交渉も実効性に欠ける。
労働局による行政指導は刑事告発する要件を満たした段階で行われるため、是正の申し立てを行い指導が行われた後に検察庁に刑事告訴を行うことができる。

### 民事訴訟
民事訴訟では地位確認（労働者認定）を行うしか有効的な救済法はない。民事訴訟は労働者にとっては数ヶ月から数年と長期間を要し、さらに弁護士費用・当分の生活費など、ハードルが高く、あきらめざるを得ないケースがほとんどである。
最も重要な論点とされる指揮権問題については、企業側によって「相談」「指導」「随時発注」などと、巧妙な言い回しによって誤魔化されるため、民事訴訟において明確に立証できるケースは少ない。

### 刑事告訴
警察、検察への刑事告訴は懲役刑を含む刑事罪の適用を争うために対応策の中では使用者側にとって最も厳しいものとなる。
近年には多重偽装派遣事件において刑事告訴の受理、被告人の送検などの報告がある。

#### 刑事告訴の準備
刑事告訴は書面により行うことが肝要である。告訴状については市販書籍等の例文に従い被害者が作成することができる。被害者による作成が難しい場合は専門家に告訴状の作成の依頼をすることができる。司法書士、行政書士による告訴状の代筆相場は4〜6万円、弁護士の代行費用は10万円とされる。

#### 告発状・告訴状の送付先
偽装請負がおこなわれた場合は速やかに刑事告訴または刑事告発することが肝要である。刑事告訴・告発では連絡先を記入した書面と告訴状（告発状）を検察、警察に内容証明郵便または書留で送付することが慣例となっているが、本人の告訴・告発の意思確認のために後日、検察庁、警察署に訪問する必要がある。
偽装請負による労働者供給事業、それに伴って推認される中間搾取（労働基準法第6条違反）についての告訴状（告発状）の送付先には
1. 地方検察庁特別捜査部、特別刑事部、検察直告班または検察官
2. 厚生労働省本省労働基準局、都道府県労働局、労働基準監督署または労働基準監督官
3. 警察署または警察官

がある。
職業安定法第44条についての告訴状（告発状）の送付先には
1. 地方検察庁特別捜査部、特別刑事部、検察直告班または検察官
2. 警察または司法警察員

があるが、職安法による労働者からの告訴は検察官直受（直告班）のみが報道されている。警察での告訴受理は親告罪が多数を占める傾向にあるので、職安法違反等の知能犯事件は警察とは親和性が低く、十分な証拠が揃っていたとしても職安法等の事業法での告訴・告発が警察で受理される可能性は極めて低い。しかし証拠が不十分な場合では捜査能力が限定される検察よりも、一次捜査責任をもつ警察が望ましいが、証拠不備のために不受理になるものと想定できる。
職業安定法違反事件は知能犯を主に取り扱う検察の捜査になじむ事案であるので、十分な証拠がそろっており一時捜査が不要と思料される場合は検察に対して行うのが賢明である。なお、職業安定法は国と事業者との間の法律であるため、労働者は第三者にとどまり、刑事告訴ではなく刑事告発とすべきとの法解釈も存在するため、告訴・告発を行う際にはあらかじめ、告訴または告発とすべきかを検察に対して確認をとるべきである。
検察への直接告訴・告発を端緒にした事件の割合が警察に対して圧倒的に高いことは統計上でも裏付けられている。検察統計年報によると、平成19年の既済事件数（交通事件を除外）438,346件のうち、告訴・告発を端緒とした事件は11,187件となり、全体の2.4%であるが、そのうち4,728件が検察官による告訴・告発の直受け事件である。この中から公務員からの告発を除くと9,402件が一般からの告訴・告発で、さらに起訴件数は2,446件、不起訴件数は6,936件で起訴率は26.1%である。比較的相談のしやすい警察署での告訴・告発件数が検察と同程度であるこは考えにくい。その理由として告訴・告発の受理による担当刑事への1次捜査責任と送検のための事務処理による過度な負担を防ぐために、警察が受理をしぶり告訴・告発が検察に集中しているとの指摘が法曹界では以前よりある。
労働基準監督署については職業安定法を管轄しておらず、告訴を受理することはできない。管轄は都道府県労働局となるが、司法・捜査権を持たないため、所轄の検察・警察の捜査協力に応じて対応することとなる。
刑事告訴・告発に先行して都道府県労働局、公共職業安定所に対して指導・監督の申し立て書を郵送で送付することができる。仮に労働局などから指導票が発行された場合は、その事実をもって刑事告訴・告発の重要証拠とすることができる。指導票が発行されたということは、労働局は刑事告発ができるだけの証拠があるということであり、業者側で改善しない場合は、告発に踏み切るか、行政処分を行うことを意味している。従って指導票や是正勧告書がでるように申し立てすることを、告訴・告発のための事前準備として捉えることもできる。

#### 偽装請負の疎明資料・証拠
告訴状に添える資料の例として、
1. 事前面接、業務・業務スケジュールについての指示の音声記録（ICレコーダー、録音機等）
2. 契約書
3. 職場の就業規則の写し
4. タイムカードの写し
5. 指揮命令、指示を誰が行っているかの記録
6. 作業日誌等の写し
7. 仕事で使う道具や、資材の負担（所有）のあり方
8. 作業マニュアル
9. 関係者一覧表
10. 関連する行政指導履歴（労働関係所局に照会）

などがある。音声記録は消費者金融の違法取立ての証拠としても有効なことから、消費者金融事件の違法取立てと同様に今後の偽装請負の刑事摘発の端緒となりうる。
資料は誤字をなくし整理をして捜査官の理解を得やすいような工夫をする。最初の段階から拒否できないレベルの告訴状を作成することが肝要である。
労働局による行政指導は、是正が認められないときに警察に刑事告発の要請を行うことを前提としているため、行政指導の履歴は決定的な疎明資料・証拠となる。

#### 刑事告訴受理の条件
告訴状は郵便局の内容証明付きで警察署長等に送付した場合に告訴状の受け取りは拒否することはできないが、
1. 3年間の時効が過ぎたもの
2. 同一事実について過去に告訴取消しがあったもの
3. 関連する民事訴訟を有利に導く目的の場合
4. 証拠が希薄なもの

の理由で刑事告訴を受理しないことがある。
充分な疎明資料・証拠があるにもかかわらず多重派遣の刑事告訴が不受理となった場合には各都道府県の監察局または監察課、各都道府県の警察本部監察官室、公安委員会、最高検察庁監察指導部に不服を申立てることができる。
刑事告訴の不受理の理由がいちじるしく不当である場合に、刑事訴訟法に定められた国民に与えられた権利の行使の妨害に当たる可能性がある。その場合は刑法第193条（公務員職権濫用）違反により検察庁に告訴することができる。
告訴受理後に検察が不起訴としたときは、検察審査会に申し立てることができる。

#### ILOへの提訴または申し立て
日本は「雇用関係の偽装」を根絶するための措置を各国に求める「雇用関係に関する勧告」（第198号）に賛同しているため、労基署が労基法6条違反、検察庁が職安法44条の告訴状、告発状を受理しない場合に、ILOに対して条約違反で提訴または申し立てを行うこともできる。ILOへの提訴は全国コミュニティ・ユニオン連合会、連合などを通じておこなうこともできる。

#### 国際連合人権委員会への申し立て
労基署、検察庁が告訴状、告発状を受理しない場合は、国連人権委員会に申し立てをすることができる。

#### 労働事件における民事訴訟と刑事告訴の併用
労働事件における民事訴訟での証拠が厳しい状況であっても、刑事告訴による受理と、労働関連諸局の強制捜査の実現によって勝訴または勝利的和解に導いた事例がある。刑事告訴が関連する民事訴訟を有利に導く目的の場合には告訴が受理されない理由となりえ被害者にとって刑事告訴と民事訴訟の併用は両刃の剣となりうる。

### 定型外の偽装請負としての共同受注契約
請負契約が共同受注の形態をとる場合で実態が派遣の契約をしてしまった場合は、速やかに通報または刑事告訴することが肝要である。
厚生労働省の港湾雇用安定等計画によれば、
共同受注・共同就労については、それぞれの作業が適正な請負として実施される必要がある。このため、共同受注・共同就労を「労働者派遣事業と請負により行われる事業との区分に関する基準」（昭和61年労働省告示第37号）に照らし適正な請負として実施すべきことについて、事業所等の積極的な訪問等を通じ、必要な指導を行う。
とあるので、共同受注が人手を集めて送り込むだけの行為であれば労働者派遣法、労働省告示37号、労働者供給事業違反(職業安定法第44条)、職業安定法施行規則4条の請負成立4要件に抵触等の法令違反となる。
共同受注の形態をとる偽装請負基準を明示した「労働者派遣事業と請負により行われる事業との区分に関する基準」では、
1. 発注者が作業工程の変更指示、再製作の指示
2. 請負労働者は労働力のみの提供で、作業機器、設備、作業場所は発注者が提供
3. 直接発注者から請負労働者に日常的におきる軽微な変更を指示
4. 発注者が技術指導を請負労働者にたいしてする

を充足するものは労働者供給事業を行う者、すなわち派遣を行っている者とみなされる。

## 罰則

### 職業安定法第44条の労働者供給事業の禁止規定違反
罰則の適用には被害者による刑事告訴・告発か関係諸局・内部関係者による刑事告発が必要となる。犯罪構成要件となる強制労働、中間搾取の立証も必要となるが、偽装請負などの労働者供給事業では中間搾取が必然的に認められる。そのため労働基準法第6条違反（中間搾取の禁止）の告訴・告発を同時または先行して行った大日本印刷子会社にたいする多重偽装請負事件（刑事）などの事例がある。
- 職業安定法第5章第64条、1年以下の懲役または100万円以下の罰金

処罰は受託側、注文者側の両者（被告訴人）に科される。会社の代表者、人事責任者、採用担当者などが罰則の対象となる。共同受注契約を偽装した派遣契約の場合は、共同受注会社にも処罰が下される。
告訴取り下げに金銭的補償を伴う裁判外の私法上の和解も可能である。告訴人から金銭を要求することは恐喝とみなされる危険性があるので、被告訴人から働きかけがない限り金銭による和解は現実的ではない。

### 労働基準法第1章第6条違反（中間搾取の禁止）
中間搾取とは法的にはピンはねをさす。従って事前面接による違法派遣、または指揮命令による偽装請負は、派遣元による中間搾取となり、派遣先はその行為を幇助したことになる。尚、2重派遣や2重偽装請負であれば、2重の中間搾取に該当する。
多重偽装請負事件においては労働者供給事業の禁止規定違反と並び中間搾取の罰則がある。罰則の適用には被害者による都道府県労働局、労働基準監督署等（労働基準監督官）への刑事告訴か関係諸局・内部関係者による刑事告発が必要となる。
- 労働基準法第13章第118条、1年以下の懲役又は50万円以下の罰金

#### 両罰規定（労働基準法第121条）
労働基準法第1章第6条違反については両罰規定が設けられている。労働基準法第121条には
この法律の違反行為をした者が、当該事業の労働者に関する事項について、事業主のために行為した代理人、使用人その他の従業者である場合においては、事業主に対しても各本条の罰金刑を科する。
とあり、事業主（中間搾取行為をした事業者の経営担当者、労働者に関する事項について事業主の為に行為をするすべての者）と事業主の代理人についても処罰が科される。被害を受けた労働者は派遣先および派遣元の会社、従業員などに対して都道府県労働局、労働基準監督署等へ刑事告訴を行える。